# Ermland

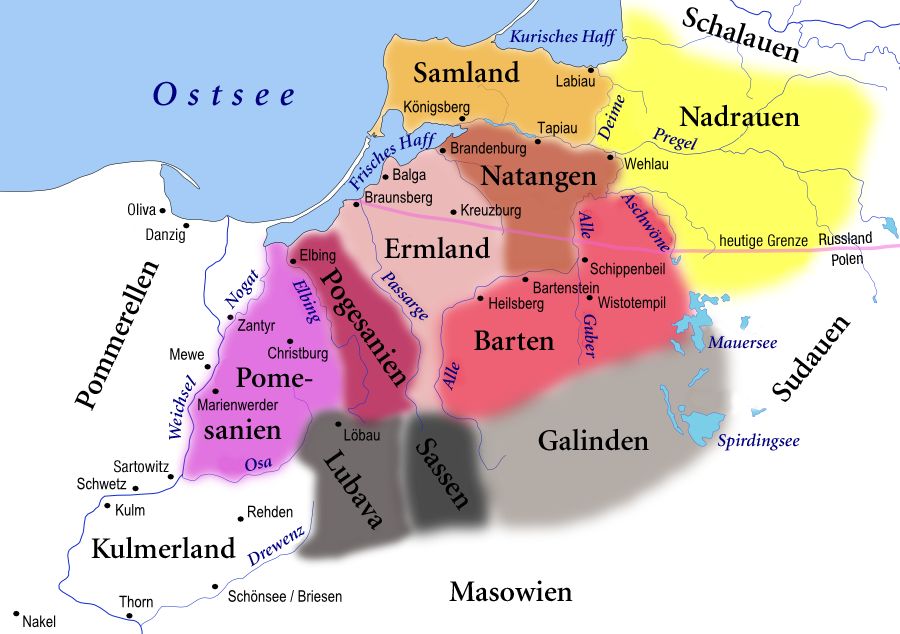
Unterteilung der
historischen Landschaft Preußen

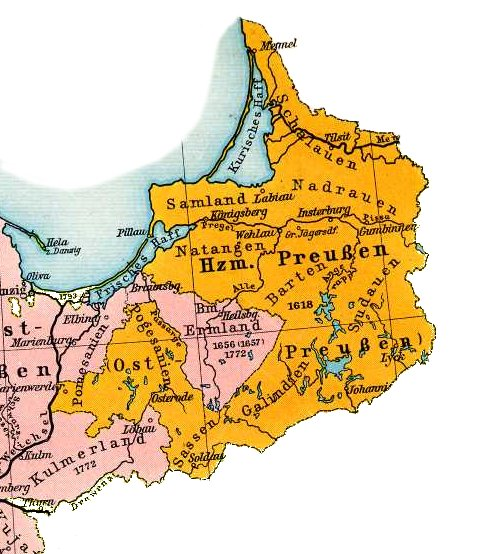
Das vom Herzogtum Preußen (orange) umschlossene Ermland als Teil von Polnisch-Preußen, 1648

Das östlich der unteren Weichsel gelegene Ermland (prußisch, polnisch und lateinisch Warmia) war ursprünglich das Siedlungsgebiet eines der prußischen Volksstämme. Nach der Eroberung durch den Deutschen Orden im 13. Jahrhundert war es ein Bistum innerhalb des Deutschordensstaats. Bei der Teilung des Deutschordensstaats nach dem Zweiten Frieden von Thorn 1466 wurde es vom Deutschordensstaat abgetrennt und kam als Fürstbistum Ermland an das im Wesentlichen westlich der unteren Weichsel gelegene autonome Polnisch-Preußen (es hatte sich freiwillig der Oberhoheit der polnischen Krone unterstellt). Bei der ersten polnischen Teilung 1772 kam Polnisch-Preußen und somit auch das Ermland an Preußen. Als der größte Teil von Polnisch-Preußen (Westpreußen) nach dem Ersten Weltkrieg wieder polnisch wurde, verblieb das Ermland bei Ostpreußen. Die bedeutendste Ortschaft dieser Landschaft war Braunsberg, ferner die Burg Balga. Nach dem Zweiten Weltkrieg erhielt die Sowjetunion den Nordteil Ostpreußens, und der südliche Teil wurde der polnischen Verwaltung unterstellt. Die Bevölkerung wurde daraufhin aus dem gesamten Ostpreußen vertrieben. Am 15. März 1991 trat der Zwei-plus-Vier-Vertrag in Kraft, mit dem die faktische Zugehörigkeit des südlichen Ostpreußens, d. h. auch des Ermlands zu Polen völkerrechtlich bestätigt wurde. Das gesamte südliche Ostpreußen bildet heute die polnische Woiwodschaft Ermland-Masuren.
Die erste urkundliche Erwähnung „Warmia“ stammt aus dem Jahre 1249. Der Name kann zu prußisch wormyan, warmun »rot« gestellt werden. „Wormeland“ heißt es 1262, und erst 1299 erscheint der Begriff „Ermelandt“, der deutsche Name der prußischen Landschaft.
Der Sage nach war Warmo der neunte Sohn des Königs Widowuto, der das Land an der Nava (Mariensee) und der Bassora (Passarge) erhielt. Er baute sich eine Feste, die er Tolo nannte. Der deutsche Name Ermland geht dieser Legende nach zurück auf „Ermia“, die Frau des Warmo.

## Geografie

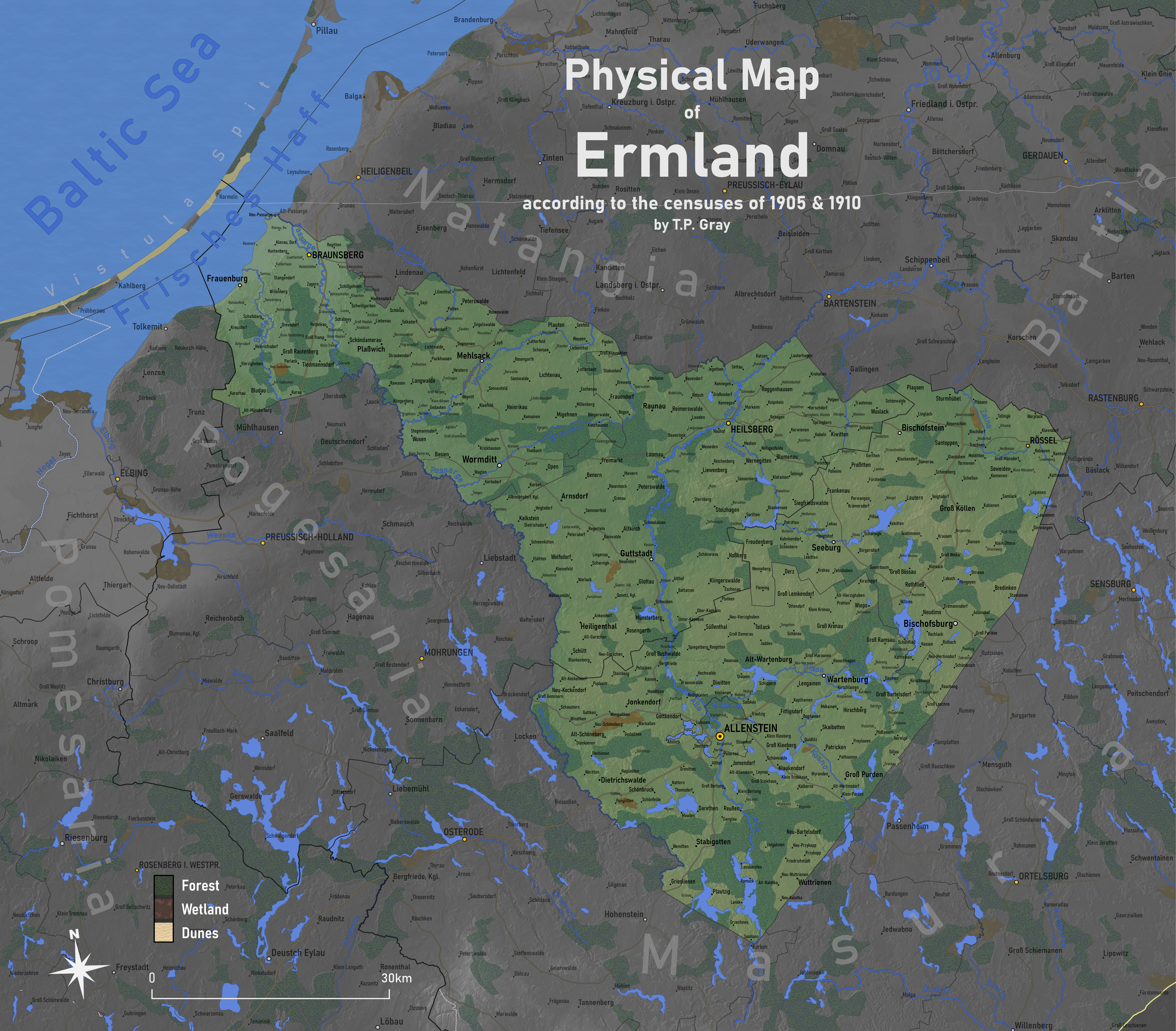
Physische Karte von Ermland im Jahr 1905

Das Gebiet des Bistums Ermland erstreckte sich bis 1945 von einem schmalen Küstenstreifen des Frischen Haffs zwischen Frauenburg und Braunsberg in südöstlicher Richtung bis zu den Masurischen Seen um Allenstein (Olsztyn) und Rößel (Reszel). Es umfasste den heute polnischen Teil Ostpreußens zwischen dem preußischen Oberland im Südwesten, Natangen und Barten im Norden sowie Masuren im Südosten. Die wichtigsten Flüsse sind die Passarge (Pasłęka) und die Alle (Łyna). Das Bistum umfasste eine Fläche von 4249 km² und war von Norden nach Süden in die Kammerämter Frauenburg, Braunsberg, Mehlsack, Heilsberg, Wormditt, Guttstadt, Rößel, Seeburg, Wartenburg und Allenstein gegliedert.
Folgende Städte, die alle im Mittelalter gegründet wurden, gehörten zum Bistum (aufgezählt von der Küste ins Landesinnere, entsprechend der Besiedlung im Mittelalter): Frauenburg, Braunsberg, Mehlsack, Wormditt, Guttstadt, Heilsberg, Bischofstein, Rößel, Seeburg, Bischofsburg, Wartenburg und Allenstein, heute die größte Stadt des polnischen Ostpreußen und Woiwodschafts-Hauptstadt.

## Bevölkerung

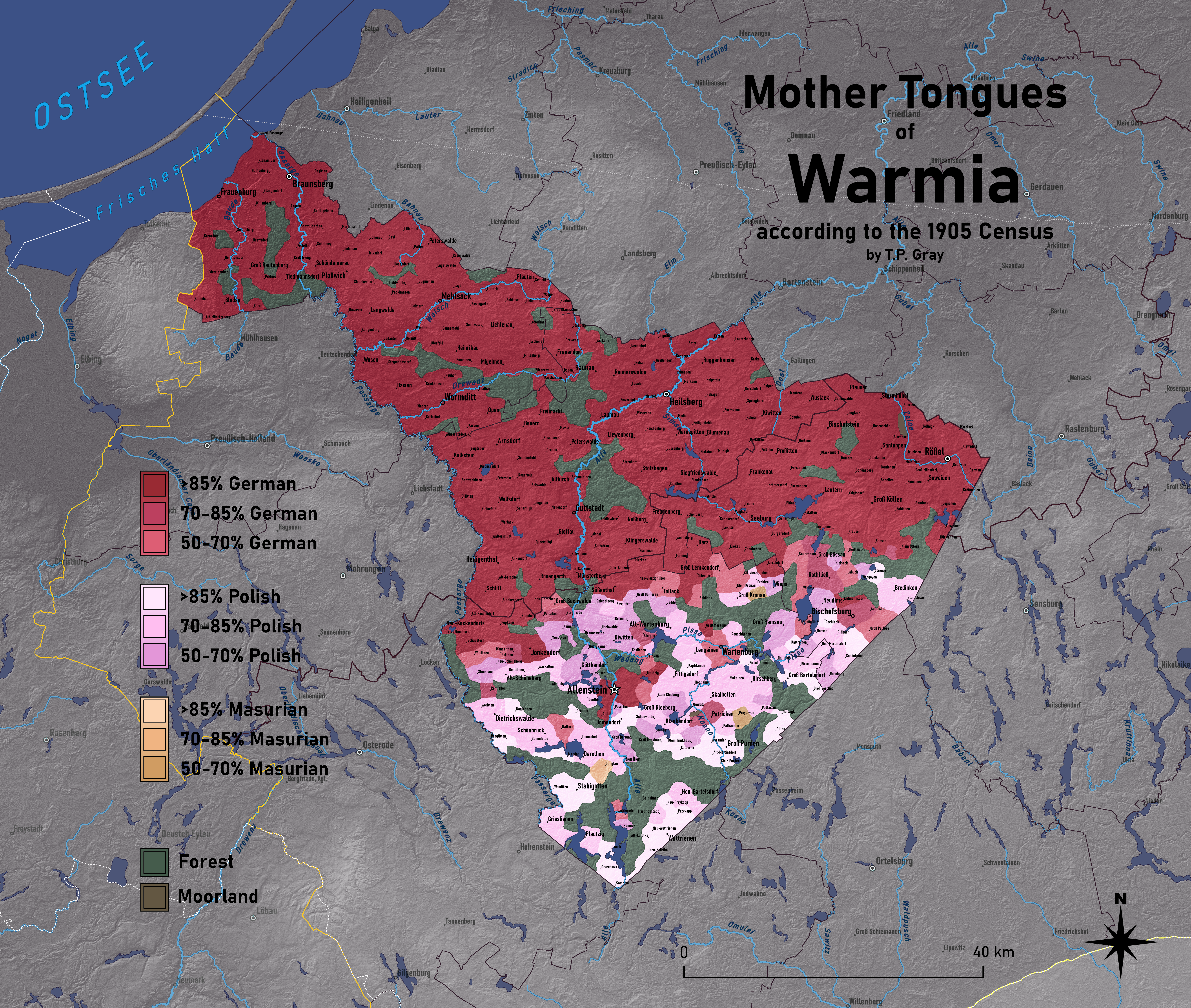
Muttersprachen Ermlands, laut Volkszählung von 1905

Im 13. Jahrhundert war das spätere Ermland von den einheimischen Prußenstämmen der Warmen (im Nordwesten), Pogesanen und Gallindier (im Süden), Natanger und Barten im (Nordosten) bevölkert. Nach der Eroberung der Gebiete durch den Deutschen Orden holte dieser Kolonisten aus Deutschland, die das Land von der Küste in Richtung des Landesinneren besiedelten. Die beiden ermländischen Städte an der Ostsee Frauenburg und Braunsberg wurden nach dem letzten großen Prußenaufstand der 1270er Jahre von Siedlern aus Lübeck gegründet (Familie Fleming), während in das mittlere Ermland, das erst in der ersten Hälfte des 14. Jahrhunderts erschlossen wurde, Kolonisten aus Schlesien zuzogen, deren eigenartige Mundart, das so genannte „Breslau[i]sche“, sich bis in das 20. Jahrhundert erhielt (die „schlesischen“ Städte Ermlands waren Wormditt, Guttstadt und Heilsberg). Im Norden und Südosten des Ermlands wurde „Käslausch“ gesprochen.
Spätestens in der zweiten Hälfte des 14. Jahrhunderts wurden die südlichen Kammerämter Allenstein, Wartenburg, Seeburg, Rößel und Bischofsburg neu besiedelt. Neben den prußischen Dörfern gab es Neugründungen der Kolonisten. Die einheimischen Prußen wurden im Ermland für die damalige Zeit vorbildlich behandelt. Sowohl der Bischof in seiner Residenz in Heilsberg als auch das Domkapitel in Frauenburg betrieben Priesterschulen für die Prußen. Am bischöflichen Hofe zu Heilsberg beschäftigte man Prußen auch als Gefolgsleute des Bischofs, teilweise in hohen Positionen.
Die prußische Sprache jedoch starb im katholischen Ermland bereits im 16. Jahrhundert aus. Im benachbarten evangelischen Herzogtum Preußen pflegte Albrecht von Brandenburg-Ansbach-Preußen die preußische Sprache und ließ Übersetzungen anfertigen sowie Pastoren in der Sprache ausbilden.
Die Kriege des 15. Jahrhunderts verwüsteten insbesondere das südliche Ermland und hatten große Bevölkerungsverluste zur Folge. Im späten 15. und im 16. Jahrhundert waren indessen aufgrund der dortigen Verhältnisse (Religionskriege) kaum noch Siedler aus Deutschland zu gewinnen. Daher bemühte sich die ermländische Administration um Einwanderer aus dem Nachbarland Preußens, dem polnischen Masowien.
Sie bildeten eine eigene ermländische Mundart der polnischen Sprache heraus, die im südöstlichen Ermland auf dem Lande vorherrschend war, vor allem im ehemaligen Landkreis Allenstein. Die Mundart überdauerte selbst die Zeit des Dritten Reiches, nicht aber die Volksrepublik Polen.
Die Minderheit der polnischsprachigen Ermländer fühlte sich nach dem Untergang Altpolens 1795 jedoch nicht der polnischen Nation zugehörig. Sie waren loyale Untertanen des Fürstbischofs und des Domkapitels von Ermland und später vor allem der deutschstämmigen Könige von Preußen. So fielen auch bei der Volksabstimmung 1920 ihre Stimmen in großer Mehrheit für den Verbleib des südlichen Ermlands bei Ostpreußen aus. In der Zeit zwischen den beiden Weltkriegen existierten unter dem Schutz des deutschen Staates im südlichen Ermland mehrere polnischsprachige Dorfschulen. Mit dem Überfall des nationalsozialistischen Deutschlands auf Polen am 1. September 1939 wurden die polnischsprachigen Schulen jedoch geschlossen und zahlreiche polnische Aktivisten und Lehrer verhaftet. Viele kamen anschließend in den nationalsozialistischen Konzentrationslagern ums Leben.
Nach 1945 verließen auch viele polnischsprachige Ermländer als Heimatvertriebene und auch als Spätaussiedler ihre Heimat in Richtung der Bundesrepublik Deutschland oder – in Einzelfällen – der DDR. Zahlreiche von ihnen konnten über Schleswig-Holstein mit Unterstützung von Bischof Kaller ins Rheinland und/oder auch im Rahmen einer Großaktion auf den vormaligen Luftwaffenübungsplatz Ahrbrück übersiedeln, auf dessen Gelände mehrere Ermländersiedlungen entstanden, unter anderem im Dennbachtal.

## Geschichte

### Ordensstaat

Kammerämter des Ermlandes

Warmien wurde von Marienwerder aus vom Ritterorden erobert: 1237 fielen Elbing, 1239 Braunsberg und Balga. Mit seiner Bulle von Rieti vom 3. August 1234 übertrug Papst Gregor IX. nach erfolgreicher Missionierung und Eroberung das Land der Prussen dem Hochmeister des Deutschen Ordens „zu ewigem und freien Besitz“. Allerdings behielt sich der Heilige Stuhl die geistliche Verwaltung selbst vor und so beauftragte Papst Innozenz IV. am 29. Juli 1243 den Legaten Wilhelm von Modena mit der Errichtung von vier Bistümern im preußischen Teil des Ordenslandes: Ermland, Kulm, Pomesanien und Samland. Die Namen der Bistümer orientierten sich an den alten prußischen Landschaften.
Zum ersten Bischof des Ermlandes wurde 1250 der Ordenspriester Anselm geweiht. Entsprechend der päpstlichen Regelung standen ihm zwei Drittel der Kammerämter zur weltlichen Herrschaftsausübung zur Verfügung, und er wählte die Ämter Braunsberg, Heilsberg, Wormditt, Guttstadt, Rößel, Seeburg und Wartenburg. Über die übrigen drei Ämter übte das Domkapitel die herrschaftliche Macht aus, deren 16 geistliche Mitgliedern vom Bischof als geistlichem Oberhaupt des gesamten Bistums berufen wurden. Der Sitz des Kapitels war zunächst in Braunsberg, ab 1284 in Frauenburg. Der erste Bischofssitz befand sich von 1341 bis 1350 in Wormditt, danach residierten die Bischöfe bis 1795 im Heilsberger Schloss. Während der Preußenzeit (1795 bis 1945) war Frauenburg Bischofssitz.

### Fürstbistum
Das Fürstbistum Ermland (polnisch Biskupie Księstwo Warmińskie) war die weltliche Landesherrschaft der Bischöfe von Ermland in ihrer Eigenschaft als Fürsten des Ermlands innerhalb des Deutschordensstaats.
Das Bistum wurde 1243 im Zuge der Eroberung Preußens durch den Deutschen Orden (OT) vom päpstlichen Legaten Wilhelm von Modena gegründet, der Titel Fürstbischof wird auf Kaiser Karl IV. zurückgeführt. Im Spätmittelalter bildete sich auch das weltliche Territorium der Bischöfe aus.
Nach dem Zweiten Frieden von Thorn 1466 kam es an das autonome Polnisch-Preußen, das sich freiwillig der Oberhoheit der polnischen Krone unterstellt hatte. Im Zuge der ersten polnischen Teilung von 1772 wurde es säkularisiert und Teil des Königreichs Preußen.

### Reformationszeit
1525 wurde der Ordensstaat säkularisiert und nahm das lutherische Bekenntnis an. Die bischöfliche Regierung des Ermlandes hingegen hielt streng am katholischen Glauben fest. Bischof Mauritius Ferber erwirkte einen Erlass, nach dem Nichtkatholiken der dauerhafte Aufenthalt im Bistum untersagt wurde. Unter Bischof Lucas Watzenrode wurde das bis dahin kirchlich dem Erzbischof von Riga unterstellte Fürstbistum exempt, also unmittelbar dem Heiligen Stuhl unterstellt. Dabei blieb es bis 1930, als das Bistum Ermland als Suffragan des Erzbistums Breslau der Ostdeutschen Kirchenprovinz zugeordnet wurde. Der ermländische Fürstbischof Stanislaus Hosius (1551–1579) war gar Hauptinitiator der Gegenreformation in Polen. Er gründete das Lyceum Hosianum, das ein Rückgrat der ermländischen Priesterausbildung werden sollte, und förderte das Kloster Heiligelinde.

### Neuzeit
Während des Zweiten schwedisch-polnischen Krieges (1655–1660) gewährte der schwedische König Karl Gustav dem Ermland kurzfristig die völlige Selbständigkeit von Polen als weltliches Fürstbistum, doch gelang es Polen mit dem Frieden von Wehlau (1657), die Oberherrschaft über das Ermland zurückzugewinnen. Den völligen Verlust seiner Souveränität erlitt das Land Ermland 1772 mit der 1. polnischen Teilung, in deren Gefolge es an das Königreich Preußen fiel. Der Protest des letzten Fürstbischofs Ignatius Krasicki beim Papst blieb erfolglos. Das Bistum Ermland blieb weiterhin exempt.
Mit dem Übergang des Ermlandes an Preußen verlor das Bistum den Status eines Fürstbistums und Ermland war nur noch Name einer Diözese. In der staatlichen Administration ging der Name unter, das Ermland wurde in die preußischen Kreise Braunsberg, Heilsberg, Rößel und Allenstein aufgeteilt.
Bei fast vollständigem Bevölkerungsaustausch überstand das Bistum (Episcopatus Warmiensis) als Institution den Wechsel von deutscher zu polnischer Hoheit nach 1945, allerdings 1946 bis 1972 unter provisorischer Verwaltung durch Vikare und apostolische Administratoren. Maximilian Kaller, letzter deutscher Bischof von Ermland, war bei der Eroberung Ostpreußens durch die sowjetische Rote Armee von den deutschen Behörden zunächst dazu gebracht worden, in den Westen zu flüchten. Auf eigene Faust kehrte er jedoch nach der Einstellung der Kampfhandlungen in seine Diözese zurück. Anschließend wurde er jedoch vom Primas von Polen Kardinal August Hlond gezwungen, sein Amt aufzugeben. Im Jahre 1946 wurde er von Papst Pius XII. zum Bischof mit besonderen, bistumsübergreifenden Vollmachten für die Seelsorge der Heimatvertriebenen ernannt. Er widmete sich u. a. der Einrichtung eines Ermlandhauses als Anlaufstelle für die vertriebenen Ermländer (zunächst in Rulle, dann auf dem Gut Honeburg bei Osnabrück-Haste, seit 1961 in Münster) und der Gemeinschaft Junges Ermland (Gje). 1992 wurde Warmia zum Erzbistum erhoben. Auch politisch kehrte Warmia in Gestalt einer Woiwodschaft zurück, ab 1999 als Warminsko-Mazurskie, deutsch Ermland-Masuren.

## Persönlichkeiten

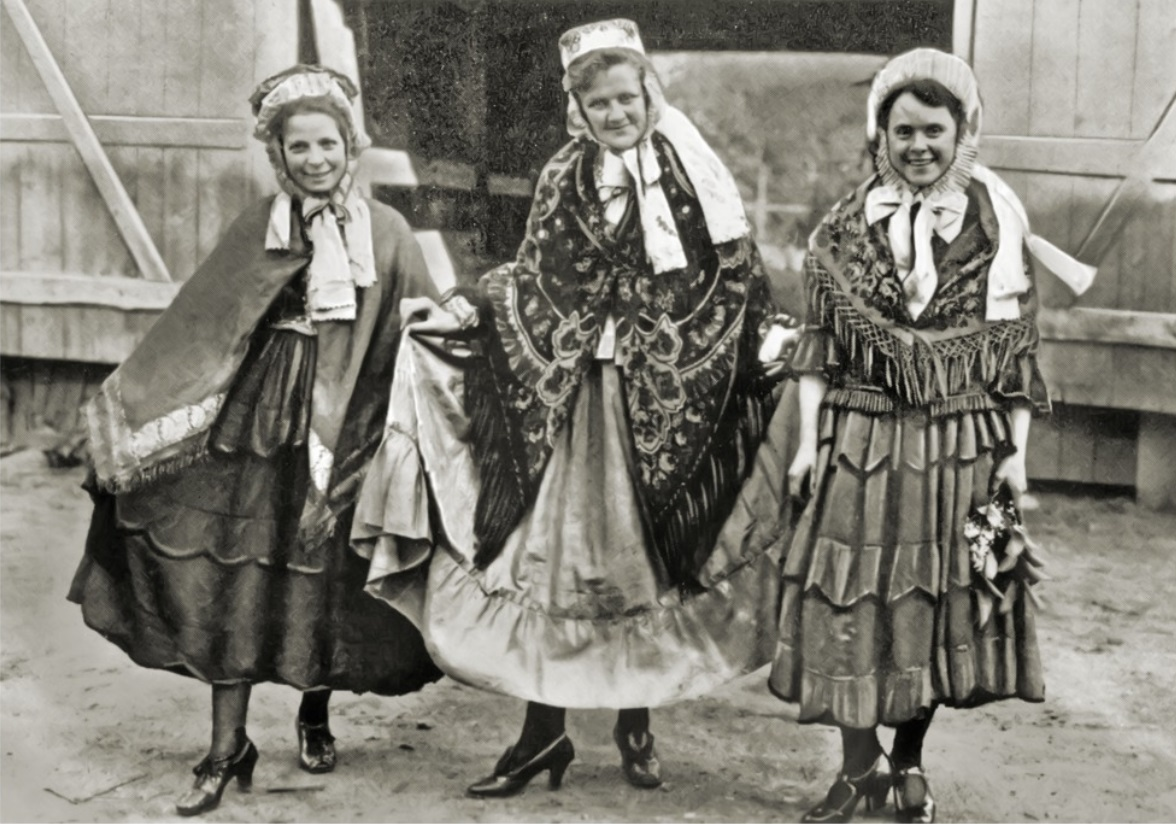
Frauen in ermländischer Tracht (1920er Jahre)

- Nikolaus Kopernikus (1473–1543), Astronom, Mathematiker, Arzt, Domherr und Administrator
- Regina Protmann (1552–1613), Gründerin der Katharinenschwestern, Selige
- Daniel Bärholz (1641–1688), Barockdichter
- Johann Heinrich Schmülling (1774–1851), Direktor des königlich katholischen Gymnasiums in Braunsberg und Professor der Philosophie am Lyceum Hosianum
- Eugen Drewello (1825–1876), Verwaltungsjurist
- Friedrich Ernst Dorn (1848–1916), Physiker
- Hermann Ganswindt (1856–1934), Raketenpionier und Erfinder
- Hugo Haase (1863–1919), Politiker (SPD und USPD)
- Josef Felix Pompeckj (1867–1930), Paläontologe und Geologe
- Feliks Nowowiejski (1877–1946), Komponist und Dirigent
- Arthur Kather (1883–1957), Kapitularvikar
- Erich Mendelsohn (1887–1953), Architekt
- Linus Kather (1893–1983), Jurist, Politiker (CDU bzw. GB/BHE) und Vertriebenenfunktionär
- Hans Kramer (1896–1982), Oberforstmeister und Elchjägermeister
- Josef Engling (1898–1918), Mitglied der Schönstattbewegung
- Franz Bulitta (1900–1974), Geistlicher Rat, kath. Pfarrer in Willenberg, Bischöflicher Kommissar
- Klaus-Joachim Zülch (1910–1988), Neurowissenschaftler
- Gerhard Fittkau (1912–2004), Theologe
- Eva Maria Sirowatka (1917–1988), Schriftstellerin
- Georg Hermanowski (1918–1993), Schriftsteller, Journalist
- Hans-Jürgen Wischnewski (1922–2005), Politiker (SPD)
- Rainer Barzel (1924–2006), Politiker (CDU)
- Gerd-Helmut Komossa (1924–2018), MAD-Chef von 1977 bis 1980
- Ernst Josef Fittkau (1927–2012), Zoologe
- Georg Sterzinsky (1936–2011), Kardinal und Erzbischof von Berlin
- Hartmut Bagger (1938–2024), General und Generalinspekteur der Bundeswehr
- Wolf Lepenies (* 1941), Soziologe, Wissenschaftspolitiker und wissenschaftlicher Schriftsteller
- Christian Hacke (* 1943), Politikwissenschaftler
- Adrian Kasnitz (* 1974), Schriftsteller

Einige der bekanntesten Persönlichkeiten auf dem ermländischen Bischofsstuhl waren Lucas Watzenrode, der Onkel des Astronomen Nicolaus Copernicus, und Enea Silvio Piccolomini, der spätere Papst Pius II. Zu erwähnen gilt es auch den Historiker und Gelehrten Martin Cromer sowie eine der wichtigsten Gestalten und Mitbegründer der europäischen Gegenreformation auf dem Konzil von Trient, Kardinal Stanislaus Hosius.
Vorfahren aus dem Ermland haben:
- Rainer Maria Woelki, Kardinal und Erzbischof von Köln
- Horst Eberlein, Weihbischof in Hamburg und Titularbischof von Tisedi
- Winfried Kretschmann, Ministerpräsident von Baden-Württemberg
- Stefan Zekorn, Weihbischof in Münster
- Petra Reski, Journalistin und Buchautorin
- Isolde Hausser, Physikerin
- Matthias Foremny, Dirigent und Hochschullehrer